# Buzești, Maramureș
Buzești este un sat în comuna Fărcașa din județul Maramureș, Transilvania, România.

## Istoric
Prima atestare documentară: 1648 (Olah Ujfalu). 

## Etimologie
Etimologia numelui localității: din n. grup buzești < antrop. Buză (< s. buză „margine”, cuvânt autohton) + suf. -ești. 

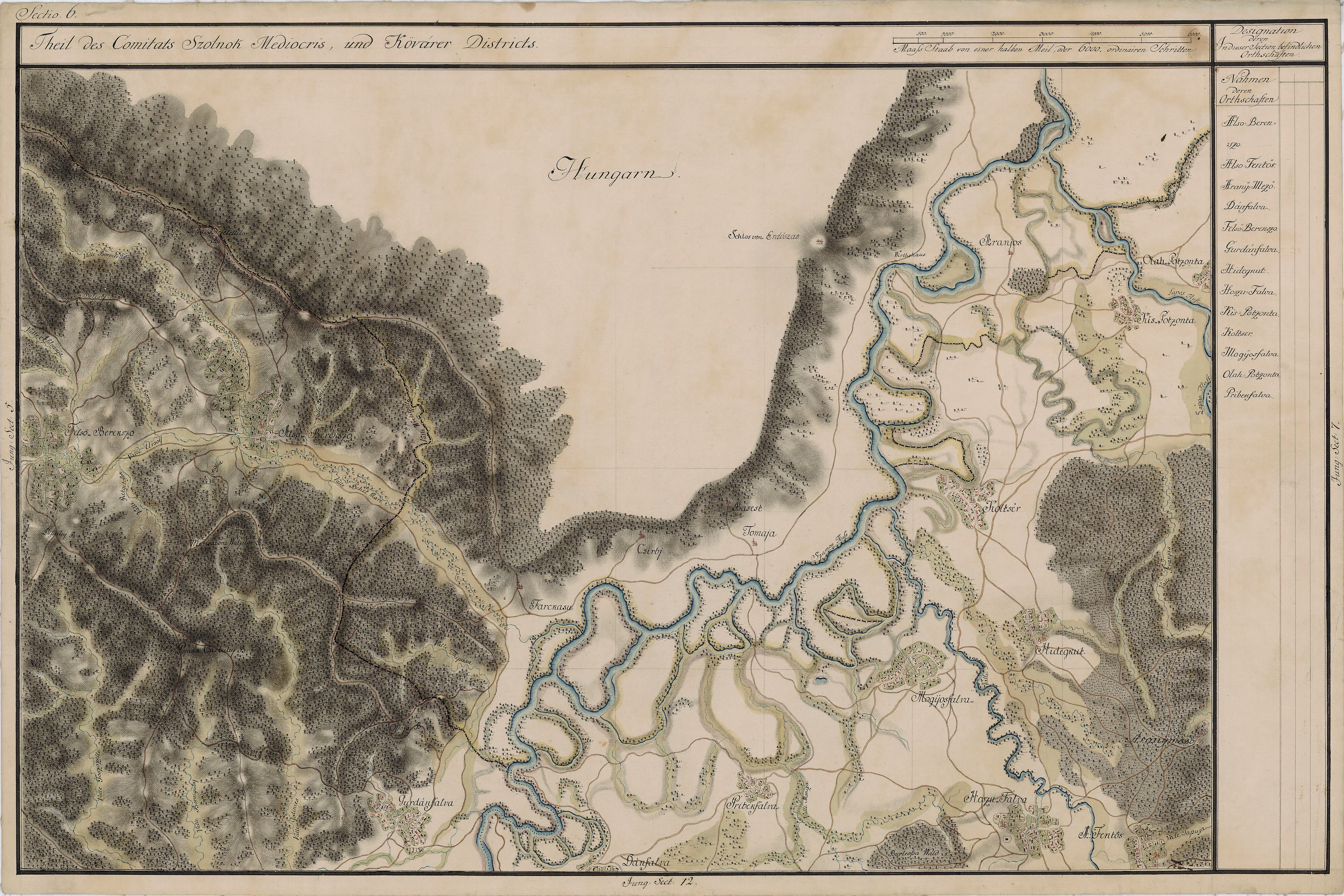
Buzeşti în Harta Iosefină a Transilvaniei

## Demografie
La recensământul din 2011, populația era de 695 locuitori. 

## Monument istoric
- Biserica de lemn „Sf. Arhangheli Mihail și Gavril” (greco-catolică, 1799).